# ワルプルギスの剣術書

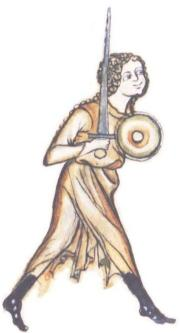
師範に対峙して「第二の構え」の変形版を構える女性、ワルプルギス。32葉目の表より

『ワルプルギスの剣術書』は、ヨーロッパにおける現存最古の戦闘教本。世界的に見ても、武器術の教本としては最古のものの一つである。この名は、剣術書に載せられているイラスト群の一部に描かれている「ワルプルギス」という女性の名にちなんだものである。1300年前後にドイツのフランケン地方で作成された。作者不詳。
ロイヤル・アーマリーズとの繋がりからロイヤル・アーマリーズ MS I-33とも、また1950年から1996年にかけての期間、当初ロイヤル・アーマリーズの唯一の展示場であったロンドン塔に保管されていたことからタワー・マニュスクリプトとも呼ばれる（後に王立武具博物館へと移管）。ブリティッシュ・ミュージアム No. 14 E iii, No. 20, D. viとも。

## 来歴
『ワルプルギスの剣術書』内のテキストはおおよそ西暦1270年から1320年の間のものとされる。
この剣術書への最古の言及は1579年のDe veriis principiis artis dimicatoriae( Henricus a Gunterrodt著)であり、これによると、著者の友人の一人である Johannes Herbart von Würzburg なる人物が、辺境伯アルブレヒトによる1552/3年の遠征に従軍した折に略奪したものであるとされる。これ以前はフランケン地方（おそらくはその中のオーバーフランケン）のいずこかの修道院が所持していた。
17世紀以降は、剣術書はザクセン＝ゴータ公国の公爵図書館に所蔵され、 Cod. Membr. I. no. 115 と書架番号を振られた。第二次世界大戦を機に剣術書は一度所在が不明となったが、1950年にサザビーズのオークションにかけられているところをロイヤル・アーマリーズが落札した。落札された剣術書は失われた Cod. Membr. I. no. 115 であると1975年に Sigrid Krämer によって同定されるまで、その素性が明らかではなかった。

## 内容
剣術書は、師範と弟子によって交わされる攻防の流れを複数のイラストで図示して剣術の体系を解説している。この二名はサケルドース(僧) 及びスコラーリス(生徒)と書内で呼ばれ、双方が片手剣と円盾で武装している。イラストはインクと水彩絵の具によって描かれ、ラテン語に時折ドイツ語の剣術用語の混ざる解説文が添えられている。最後の2ページのイラストには、それまでに登場していた弟子の代わりにワルプルギスと言う名の女性が師範と対峙する。
この剣術書のページはベラムであり、32枚の羊皮紙葉(64ページ)には僧の手によるラテン語による説明文が記されているが、この説明文には当時標準的であったsigla（略号）が多く用いられている（この剣術書のイラストの一つは1600年代に Codex Guelf 125.16.Extrav. へと筆写されたが、中世末期にはsiglaは使用されなくなっていたため、書き写されたイラストの下にはラテン語の説明文が解読できなかった旨が書き込まれている）。